# سامسونج جالاكسي تاب
جالاكسى تاب (بالإنجليزية: Samsung Galaxy Tab أو Samsung Galaxy Tab P1000) أحد منتجات شركة سامسونج وهو جهاز لوحي عبارة عن حاسوب مصغر بنظام تشغيل اندرويد من جوجل مضاف اليه إمكانية إجراء مكالمات هاتفية.

## مواصفات
- نظام النشغيل: إندرويد 2.2 فرويو
- الوزن: 380 جرام متضمن البطارية
- سرعة المعالج: 1000 ميقا هرتز
- الرام: 512
- الروم: 16 و 32 غيغا بايت مدمج وكارت زاكرة وخارجي يصل إلى 32 غيغا بايت
- نوع الشاشة: TFT-LCD, WSVGA
- حجم الشاشة: 7 أنش (ثلاثة من سامسونج جالكسي أس بجانب بعض بالشكل الطولي)
- الشاشة ملتي تش - تدعم اللمس المزدوج
- أحجام الشاشة ستكون - 7 و 9 و 10 وهناك احتمال لشاشة اصغر أيضا
- تباين الشاشة والأبعاد: 1024 x 600
- منفذ 3.5 للصوت مع ستيريو مدمج مع مايكروفون مدمج مع إمكانية الاهتزاز
- الجهاز يحتوي على حساس جيروسكوب Gyroscope, حساس جيومغناطيسي، مقياس التسارع Accelerometer, وحساس للإضاءة.
- يدعم كل الشبكات - CSD, GPRS, EDGE, UMTS, HSDPA, HSUPA
- بلوتوث 3.0 + وايرليس 802.11b, 802.11g, 802.11n
- GPS مدمج
- كاميرا أمامية لمكالمات الفيديو وغيرها
- بطارية قابلة للإزالة بحجم 4000 mAh
- متجر تطبيقات جوجل بلاى